# گلویاخ
گلویاخ (به آلمانی: Glojach) یک منطقهٔ مسکونی در اتریش است که در زودوست‌اشتایرمارک واقع شده‌است. گلویاخ ۳٫۳۸ کیلومتر مربع مساحت دارد ۴۱۰ متر بالاتر از سطح دریا واقع شده‌است.